# Kautschuk
Kautschuk, gummiträdet, är ursprungligen ett vilt växande träd från Brasiliens regnskogar. Kautschuk är ett indianskt ord från Amazonområdet, som lär betyda "det gråtande trädet". Förr användes kautschuk oftast som radergummi, och i svenska språket blev också ordet synonymt med just "radergummi".
Gummiträdets mjölksaft utvinns genom att man skär skåror i dess bark, varvid trädet "läcker" och man kan samla vätskan i små skålar som fästs vid stammen. Kautschuk, eller latex, (även kallat naturgummi), är egentligen en naturlig plast; isopren. Den måste koaguleras för att stelna, vilket görs med hjälp av svag syra och/eller värmebehandling. Genom så kallad vulkanisering, en behandling med svavel och värme, förädlas naturgummit så att det får en vidare användning.
Kautschuk beskrevs av Christofer Columbus men det dröjde till 1733 innan kautschuk första gången kom till Europa. Till en början var man helt beroende av vildväxande bestånd i Amazonområdet, utförsel av plantor och frön från Brasilien var förbjudet. Den praktiska användningen i Europa anses ha tagit sin början 1825 då de första galoscherna i gummi tillverkades. Ett uppsving skedde efter att vulkaniseringen upptäcktes 1839. År 1876 lyckades en britt smuggla ut fröer från trädet, och några år senare började britter och holländare anlägga kautschukplantager i Ostindien.
Något senare fanns där stora kautschukodlingar. Detta slog ut den på 1800-talet i Sydamerika så viktiga gummiexporten. Naturgummi kompletterades på 1900-talet så småningom av syntetiskt gummi (butylgummi, neoprengummi).

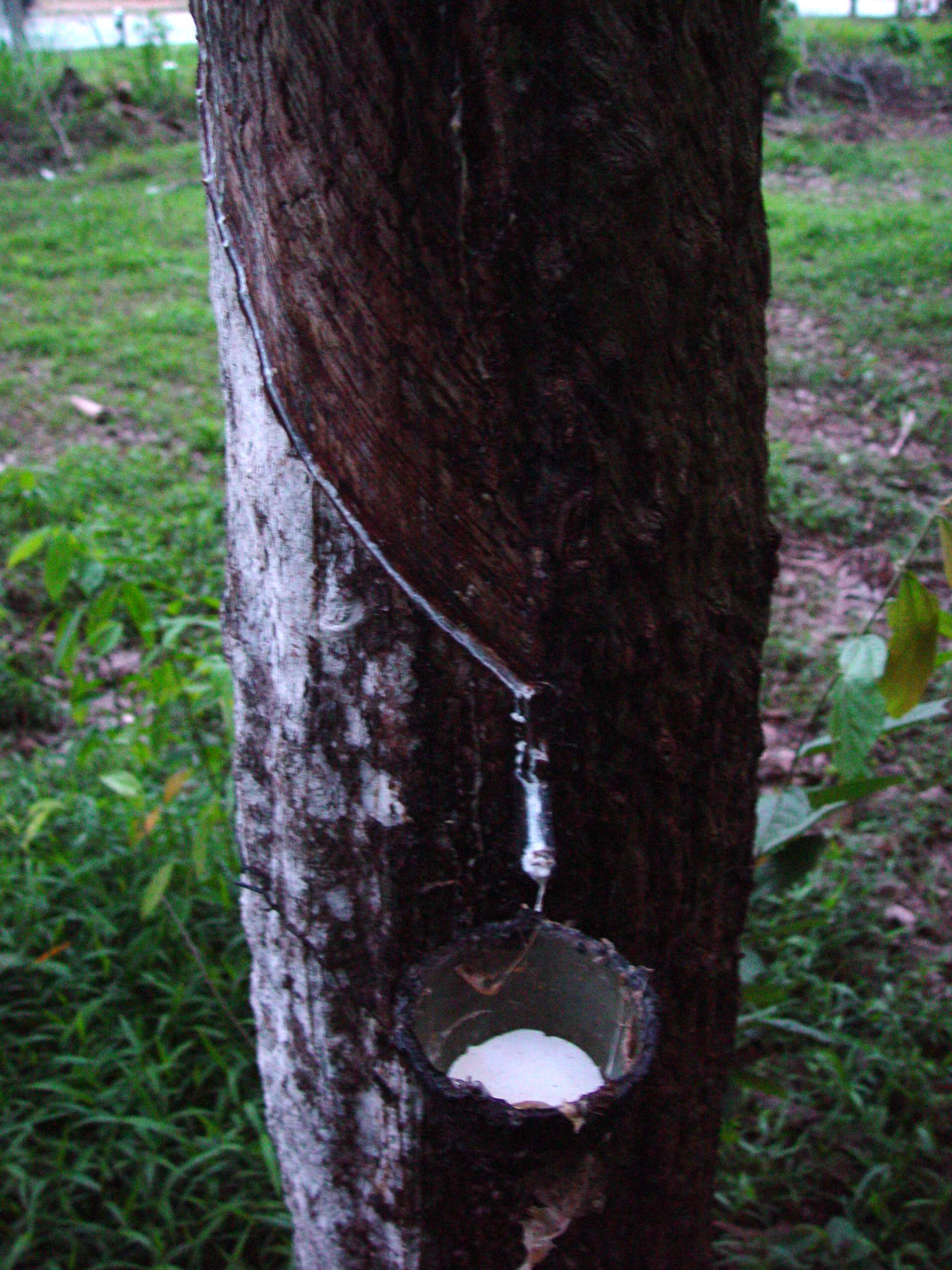
Latexutvinning ur gummiträd